# Осадчук, Василий Евсеевич
Васи́лий Евсе́евич Осадчу́к (1895—1965) — русский музыкант, ударник, музыкальный педагог.

## Биография
Родился 30 января 1895 года в селе Жабокрички, Ольгопольского уезда Подольской губернии в семье крестьян. В 1916 году окончил Санкт-Петербургскую консерваторию по классу ударных инструментов и трубы. Ученик Александра Бернгардовича Гордона и Михаила Михайловича Аматняка. 
Работал в Мариинском театре. 
В 1928 году эмигрировал в Китай (г. Шанхай). В 1936 году вернулся в СССР и работал в оркестре Ленинградской филармонии, под руководством Ф. Штидри, позже — Е. А. Мравинского. Считается, что именно Осадчук одним из первых советских музыкантов стал обучать игре на маримбе; вероятно, он привёз этот инструмент с собой из-за рубежа.
Преподавал в годы Ленинградской Блокады. Солист Заслуженного коллектива АСО Ленинградской Филармонии. Участник первого исполнения 7-й симфонии Д. Д. Шостаковича в блокадном Ленинграде. Солист — литаврист.
Преподавал в Санкт—Петербургской консерватории с 1952 года. 
Заслуженный артист РСФСР (1956).
Умер в 1965 году. Похоронен на Красненьком кладбище (Санкт-Петербург).